# Rhacophorus baluensis
Rhacophorus baluensis es una especie de ranas que habita en Malasia y, posiblemente también en Brunéi y Indonesia.